# 永安千户所 (洪武)
永安千户所，明代卫所名。
明初洪武初置，治所在今广西壮族自治区合浦县东北石康。洪武二十七年（1394年）移治今合浦县东南永安。清顺治十年（1653年）裁。